# Thảm sát Batavia năm 1740
Thảm sát Batavia năm 1740 (tiếng Hà Lan: Chinezenmoord, tạm dịch "Thảm sát người Hoa"; tiếng Indonesia: Geger Pacinan, có nghĩa là "Bạo loạn tại phố người Hoa") là cuộc tàn sát nhằm vào cộng đồng người Hoa tại thành phố cảng Batavia (nay là Jakarta) thuộc Đông Ấn Hà Lan. Bạo loạn trong thành phố diễn ra từ ngày 9 tháng 10 đến ngày 22 tháng 10 năm 1740, song các cuộc xung đột nhỏ bên ngoài tường thành vẫn tiếp tục kéo dài đến cuối tháng 11 cùng năm. Đây là một trong những sự kiện phân biệt đối xử với người gốc Hoa ở Indonesia sớm nhất được ghi nhận. Các nhà sử học ước tính có ít nhất 10.000 người Hoa bị sát hại, số người sống sót vẫn chưa được xác định rõ, giao động từ 600 đến 3.000 người.
Vào tháng 9 năm 1740, tình trạng bất ổn bắt đầu nổ ra trong các khu dân cư người Hoa tại Batavia, chủ yếu do sự đàn áp từ chính quyền và thu nhập giảm mạnh do giá đường giảm sút. Để đối phó với tình hình này, Toàn quyền Đông Ấn Hà Lan Adriaan Valckenier, trong cuộc họp với Hội đồng Ấn Độ (Raad van Indie), tuyên bố rằng bất kỳ cuộc nổi dậy nào của người Hoa sẽ bị trấn áp bằng vũ lực. Quyết định này có hiệu lực từ ngày 7 tháng 10, sau khi hàng trăm công nhân nhà máy đường người Hoa nổi loạn sát hại 50 binh sĩ Hà Lan. Chính quyền Hà Lan lập tức điều quân đội đến tịch thu vũ khí của người Hoa và ban hành lệnh giới nghiêm đối với cộng đồng này.
Ngày 9 tháng 10 năm 1740, những tin đồn về các vụ bạo động của người Hoa lan rộng, làm bùng lên làn sóng thù địch từ các nhóm dân cư khác ở Batavia. Họ bắt đầu đốt phá nhà cửa người Hoa dọc theo phố Besar, với sự hỗ trợ của binh lính Hà Lan trong các cuộc pháo kích. Bạo lực nhanh chóng lan ra toàn thành phố khiến nhiều người Hoa bị sát hại. Dù Toàn quyền Valckenier ra lệnh ân xá vào ngày 11 tháng 10, các nhóm vũ trang không chính quy vẫn tiếp tục truy lùng và giết hại người Hoa cho đến ngày 22 tháng 10. Sự cuồng sát chỉ dừng lại khi Valckenier mạnh mẽ kêu gọi chấm dứt bạo lực. Tuy nhiên, các cuộc đụng độ giữa quân đội Hà Lan và những công nhân nhà máy đường nổi dậy vẫn diễn ra ở các khu ngoại ô. Sau vài tuần giao tranh lẻ tẻ, quân đội Hà Lan đã tấn công vào các pháo đài của người Hoa trong các nhà máy đường trên khắp khu vực, nhằm triệt hạ lực lượng nổi dậy.
Từ năm 1741 đến 1743, các cuộc tấn công nhằm vào người Hoa trên khắp đảo Java đã châm ngòi cho cuộc cuộc chiến tranh Java, khi người Hoa liên minh với người Java bản địa chống lại quân đội Hà Lan. Toàn quyền Valckenier bị triệu hồi về Hà Lan và bị buộc tội liên quan đến vụ thảm sát. Gustaaf Willem van Imhoff sau đó được cử đến Indonesia để tiếp nhận chức vụ Toàn quyền. Biến cố này đã để lại dấu ấn sâu sắc trong văn học Hà Lan và được cho là nguồn gốc của tên gọi một số địa danh tại Jakarta ngày nay.

## Nguyên nhân

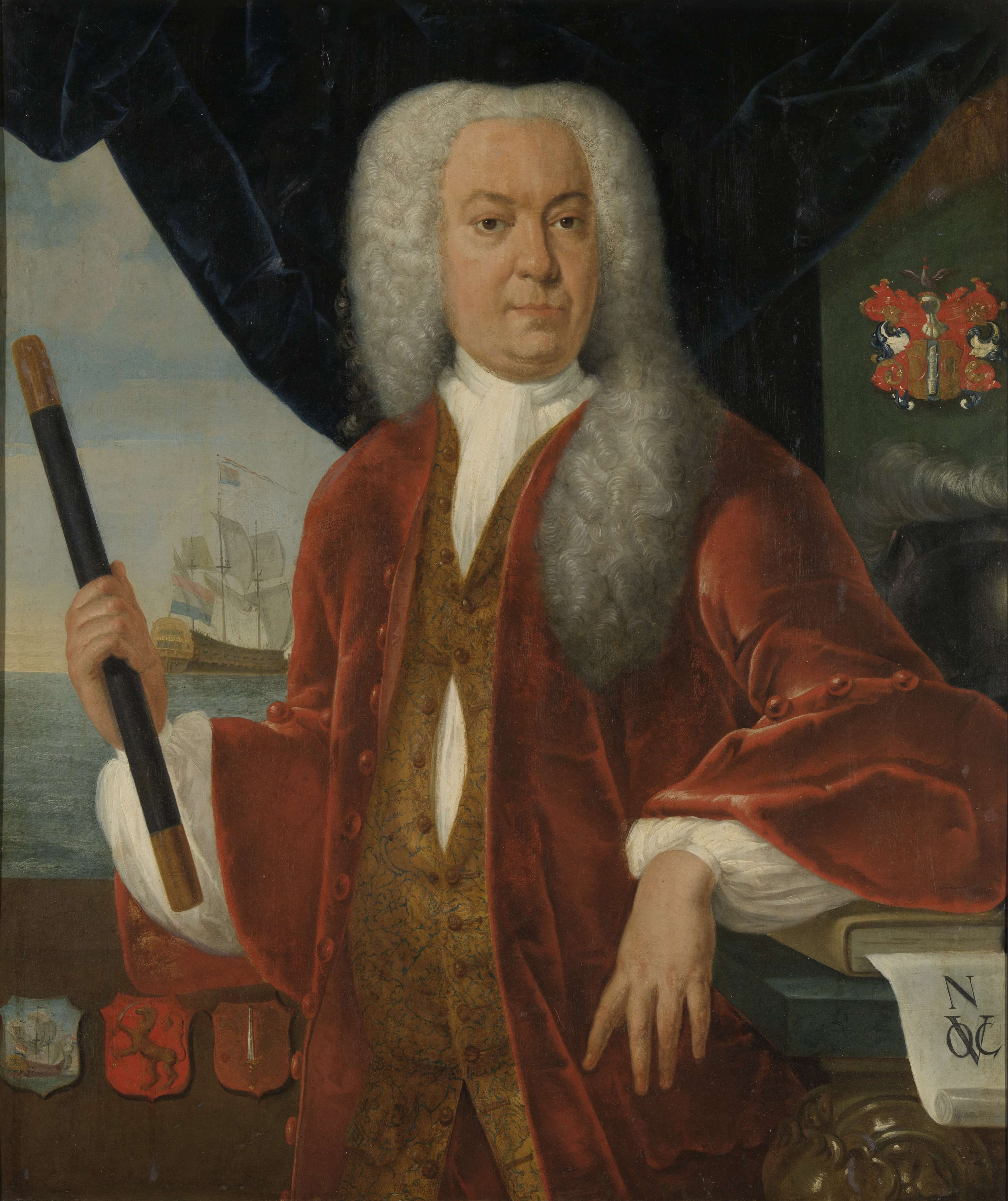
Toàn quyền Đông Ấn Hà Lan Adriaan Valckenier, người bật đèn xanh cho vụ thảm sát người Hoa.

Trong quá trình Hà Lan thuộc địa hóa khu vực Đông Ấn (nay là Indonesia), nhiều người Hoa có tay nghề đã được tuyển dụng để xây dựng thành phố Batavia, nằm ở phía tây bắc đảo Java. Ngoài việc làm thợ xây, thợ nề, nhiều người trong số họ còn là thương nhân, tiểu thương và công nhân trong các nhà máy mía đường. Sự phát triển kinh tế mạnh mẽ, nhờ vào việc thúc đẩy thương mại giữa Đông Ấn và Trung Quốc qua cảng Batavia đã khiến số lượng người nhập cư từ Trung Quốc đến Java tăng nhanh chóng. Riêng tại Batavia, đến năm 1740, số người Hoa đã lên tới 10.000 người, chưa kể hàng nghìn người khác sống ở các khu vực ngoại thành. Chính quyền thuộc địa yêu cầu người Hoa phải luôn mang theo giấy đăng ký, những ai không tuân thủ sẽ bị trục xuất về Trung Quốc.
Chính sách trục xuất người Hoa trở nên khắt khe hơn trong thập niên 1730, sau khi một trận dịch sốt rét cướp đi sinh mạng của hàng nghìn người, bao gồm cả cựu Toàn quyền Đông Ấn Hà Lan, Dirck van Cloon. Theo nhà sử học Indonesia Benny G. Setiono, sau trận dịch này, lòng nghi ngờ và sự oán hận của người dân bản địa và người Hà Lan đối với cộng đồng người Hoa ngày càng gia tăng, khi người Hoa không chỉ ngày càng đông hơn mà còn trở nên giàu có. Kết quả là, theo lệnh của Toàn quyền Adriaan Valckenier, Ủy viên Nội vụ Bản địa Roy Ferdinand đã ban hành sắc lệnh vào ngày 25 tháng 7 năm 1740, yêu cầu trục xuất những người Hoa bị coi là đáng ngờ đến Zeylan (nay là Sri Lanka) và buộc họ phải lao động thu hoạch quế.
Nhiều thương nhân người Hoa giàu có đã bị các quan chức Hà Lan tham nhũng tống tiền và phải hối lộ để tránh bị trục xuất. Theo ghi chép của nhà thám hiểm và sử gia người Anh Stamford Raffles, một số tài liệu của người Java cho thấy người Hà Lan đã yêu cầu thủ lĩnh cộng đồng người Hoa tại Batavia, Liên Phú Quang (連富光), trục xuất những người mặc quần áo đen hoặc lam, vì cho rằng họ thuộc tầng lớp nghèo. Cũng có tin đồn rằng, những người này không bị đưa đến nơi quy định mà bị ném xuống biển ngay sau khi tàu rời khỏi Java. Một số tư liệu khác cho biết rằng đã có thương vong trong các cuộc đụng độ trên tàu. Chính sách trục xuất này khiến những người Hoa còn lại lo sợ, dẫn đến làn sóng đình công của nhiều công nhân Trung Quốc.
Đồng thời, người dân bản địa tại Batavia, bao gồm cả những công nhân người Betawi, cũng dần mất lòng tin vào cộng đồng người Hoa. Yếu tố kinh tế đóng vai trò quan trọng trong vấn đề này: phần lớn người dân địa phương sống trong cảnh nghèo khó, trong khi người Hoa lại sinh sống tại những khu vực giàu có nhất của thành phố. Mặc dù nhà sử học người Hà Lan A.N. Paasman đã ví người Hoa thời đó như "Người Do Thái của châu Á", nhưng thực tế phức tạp hơn nhiều. Có rất đông người Hoa nghèo làm công nhân trong các nhà máy đường quanh Batavia và họ cảm thấy bị bóc lột không chỉ bởi chủ người Hà Lan mà cả bởi các ông chủ người Hoa giàu có.
Nhiều tài phiệt người Hoa không chỉ sở hữu nhà máy đường riêng mà còn lấn sang lĩnh vực nông nghiệp và thương thuyền. Nguồn thu nhập chính của họ đến từ các nhà máy mía đường và sản xuất rượu arrack, một loại đồ uống có cồn làm từ mật và gạo. Tuy nhiên, sau khi chính quyền Hà Lan điều chỉnh giá mía đường, tình trạng bất ổn đã bùng nổ. Sự suy giảm nghiêm trọng của giá đường trên toàn cầu, bắt đầu từ thập niên 1720, do sự gia tăng xuất khẩu sang châu Âu và cạnh tranh từ Tây Ấn, đã khiến ngành công nghiệp đường ở Đông Ấn chịu tổn thất nặng nề. Đến năm 1740, giá đường toàn cầu đã giảm xuống chỉ còn một nửa so với năm 1720, gây ra nhiều khó khăn tài chính cho thuộc địa này.
Ban đầu, một số thành viên của Hội đồng Ấn Độ (Raad van Indië) cho rằng triều đình nhà Thanh của Trung Quốc không đủ khả năng tấn công Batavia và đã đề xuất các biện pháp nhằm kiểm soát cộng đồng người Hoa. Tuy nhiên, phe đối lập do cựu Toàn quyền Zeylan, Gustaaf Willem van Imhoff, người đến Batavia vào năm 1738, đã phản đối các biện pháp này. Cùng lúc đó, ngày càng nhiều người Hoa từ các thành phố lân cận di cư đến ngoại ô Batavia. Đến ngày 26 tháng 9, Valckenier đã triệu tập một cuộc họp khẩn cấp của Hội đồng, tại đây ông ra lệnh sử dụng vũ lực để trấn áp bất kỳ cuộc nổi dậy nào của người Hoa. Chính sách này tiếp tục bị phe của van Imhoff phản đối. Tác giả Vermeulen (1938) cho rằng những mâu thuẫn giữa hai phe này đã góp phần dẫn đến các vụ thảm sát sau đó.
Vào tối ngày 1 tháng 10, Valckenier nhận được báo cáo về việc một đám đông người Hoa tụ tập biểu tình bên ngoài cổng thành, bày tỏ sự bất bình với các điều khoản được đưa ra trong cuộc họp khẩn cấp của Hội đồng năm ngày trước đó. Dù Valckenier vẫn còn hoài nghi về tính chính xác của báo cáo, nhưng khi một trung sĩ người Bali bị người Hoa sát hại ngay ngoài thành, Hội đồng đã quyết định áp dụng các biện pháp trừng phạt và tăng cường lực lượng bảo vệ. Hai nhóm gồm 50 binh sĩ châu Âu và một số người khuân vác bản địa đã được điều động đến các tiền đồn ở phía nam và phía đông thành phố, sẵn sàng cho các cuộc tấn công sắp tới.

## Diễn biến

### Vụ thảm sát

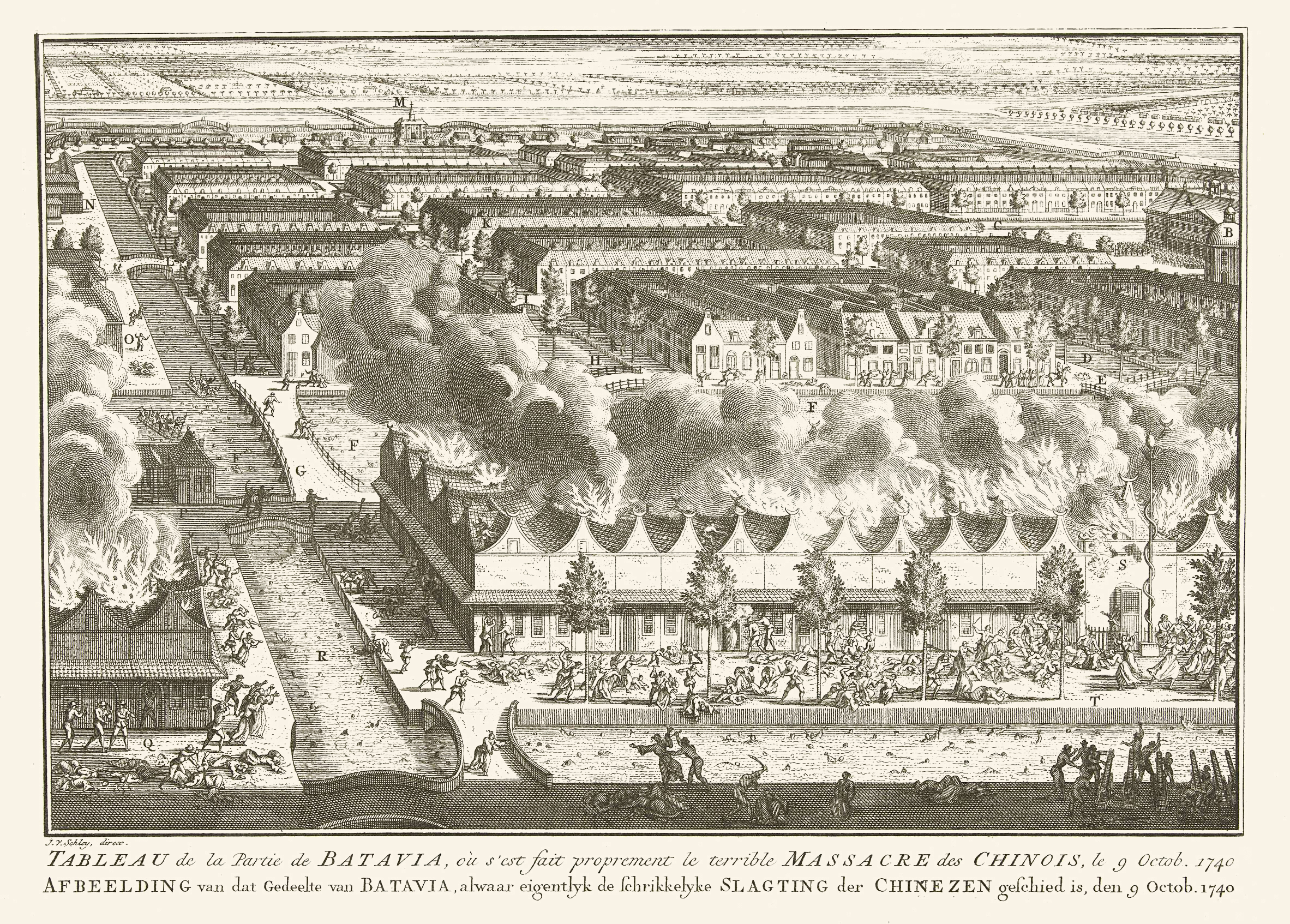
Trong vụ thảm sát, nhiều ngôi nhà của người Hoa đã bị thiêu rụi, góp phần làm gia tăng mức độ tàn phá và thiệt hại về người tại Batavia.

Ngày 7 tháng 10, sau khi một nhóm công nhân nhà máy đường người Hoa dùng vũ khí tự chế để cướp phá và phóng hỏa đốt nhà máy, hàng trăm người Hoa, nghi do Liên Phú Quang lãnh đạo, đã đồ sát 50 binh sĩ Hà Lan tại Meester Cornelis (nay là Jatinegara) và Tanah Abang. Trước tình hình này, người Hà Lan đã điều động 1.800 quân chính quy, cùng với dân quân schutterij và mười một tiểu đoàn lính nghĩa vụ để dập tắt cuộc nổi dậy. Một lệnh giới nghiêm được ban hành và lễ hội của người Hoa dự định tổ chức cũng bị hủy bỏ. Lo ngại rằng người Hoa có thể tấn công khi nhìn thấy ánh nến, chính quyền ra lệnh cấm tất cả người dân trong thành phố thắp nến và yêu cầu giao nộp "kể cả con dao nhà bếp nhỏ nhất". Ngày hôm sau, người Hà Lan đã đẩy lùi một cuộc tấn công lớn của hơn một vạn người Hoa từ Tangerang và Bekasi bên ngoài thành phố. Theo ghi chép của Stamford Raffles, có 1.789 người Hoa đã bị giết trong cuộc tấn công này. Trước sức ép từ phe nổi dậy, Toàn quyền Adriaan Valckenier buộc phải triệu tập một cuộc họp khẩn cấp vào ngày 9 tháng 10.
Cùng thời điểm đó, nhiều tin đồn thất thiệt lan truyền đến các nhóm sắc dân khác ở Batavia, bao gồm nô lệ từ Bali và Sulawesi, cùng các đội quân người Bugi và Bali, rằng người Trung Quốc đang âm mưu giết chóc, cưỡng hiếp hoặc biến họ thành nô lệ. Những nhóm này đã nổi dậy, đốt phá nhà cửa của người Hoa dọc theo phố Besar. Quân đội Hà Lan cũng tiến hành các cuộc tấn công vào các khu định cư khác của người Hoa tại Batavia, đốt phá và giết người trên đường đi. Chính trị gia và nhà phê bình chủ nghĩa thực dân Hà Lan,Wolter Robert van Hoëvell, đã mô tả sự tàn khốc của vụ việc: "Phụ nữ mang thai hoặc  cho con bú, trẻ em, cả những người già run rẩy đều gục ngã dưới lưỡi gươm. Tù nhân thì bị giết không khác gì những con cừu".
Dưới sự chỉ huy của Trung úy Hermanus van Suchtelen và Đại úy Jan van Oosten, một người sống sót từ Tanah Abang, quân đội Hà Lan đã chiếm đóng các cơ sở trong quận người Hoa. Suchtelen cùng binh lính kiểm soát một trại chăn nuôi gia cầm, trong khi van Oosten dẫn quân đánh chiếm một bưu điện nằm kề một con kênh gần đó. Vào khoảng 5 giờ chiều, người Hà Lan đã dùng súng thần công bắn phá các ngôi nhà của người Hoa, khiến chúng bốc cháy. Một số người bị thiêu chết bên trong, trong khi nhiều người khác bị bắn chết ngay khi vừa bước ra cửa, hoặc tự kết liễu trong tuyệt vọng. Những người chạy thoát đến con kênh gần đó đã bị quân Hà Lan mai phục trên thuyền nhỏ giết sạch. Đồng thời, các đội tuần tra tiến hành lùng sục trong khu nhà đang cháy, gặp ai còn sống thì giết ngay, không chừa một ai. Những hành động tàn bạo này nhanh chóng lan rộng khắp thành phố. Vermeulen ghi nhận rằng nhiều kẻ gây ra thảm cảnh này là thủy thủ và các "thành phần bất hảo của xã hội". Trong suốt thời gian này, nạn cướp bóc và chiếm đoạt tài sản diễn ra tràn lan.

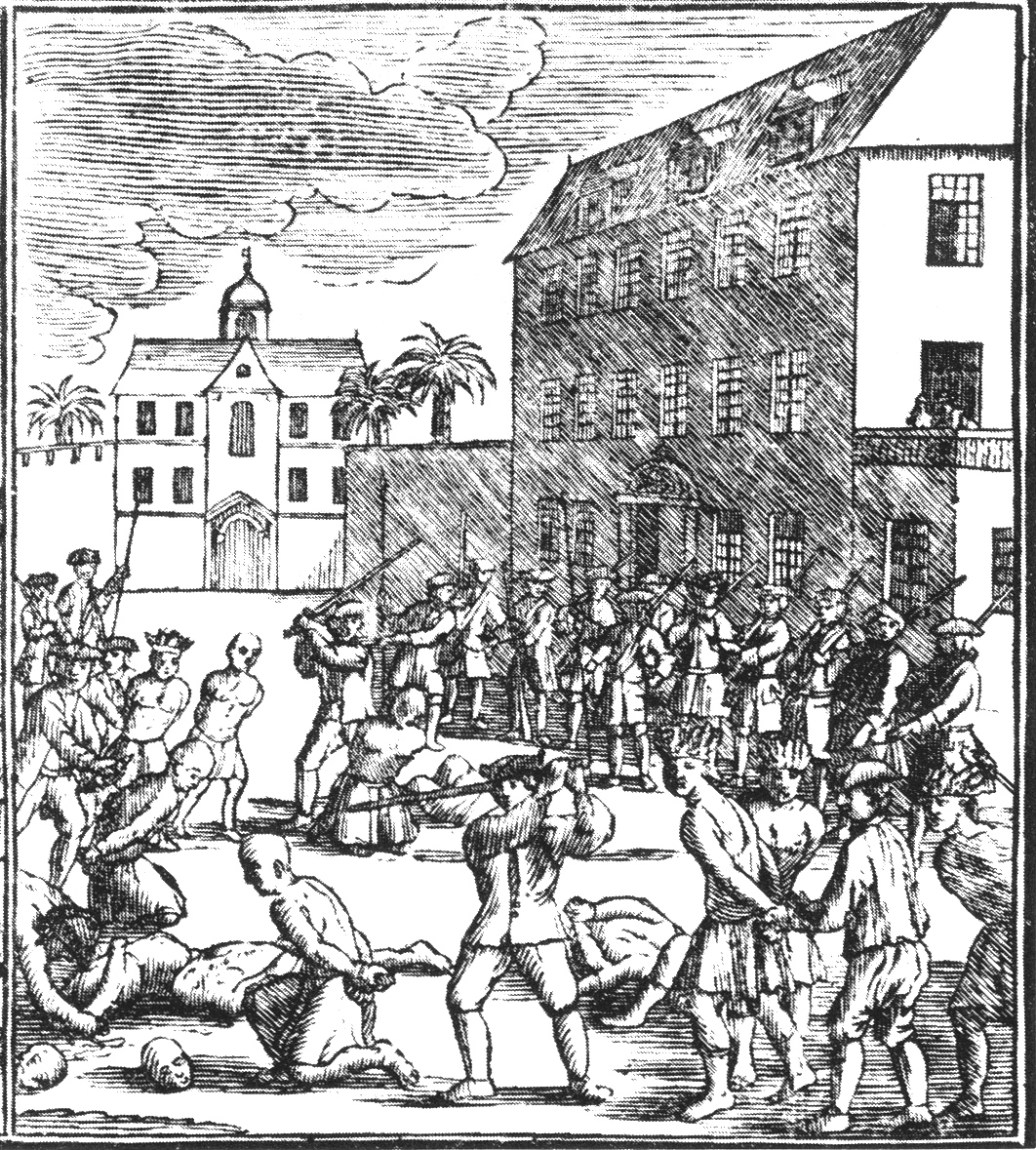
Tù binh người Hoa bị người Hà Lan sát hại vào ngày 10 tháng 10 năm 1740.

Bạo lực tiếp tục leo thang vào ngày hôm sau, khi những bệnh nhân người Hoa đang điều trị tại bệnh viện bị lôi ra ngoài và sát hại tập thể. Những nỗ lực nhằm dập tắt đám cháy ở các khu vực bị pháo kích ngày trước đó không thành công, hỏa hoạn vẫn tiếp tục lan rộng cho đến ngày 12 tháng 10. Cùng lúc đó, một lực lượng gồm 800 binh sĩ Hà Lan và 2.000 dân bản địa đã mở cuộc tấn công vào Kampung Gading Melati, nơi trú ẩn của những người Hoa sống sót dưới sự lãnh đạo của Khe Pandjang. Tuy nhiều người Hoa đã cố gắng sơ tán đến khu vực Paninggaran gần đó, họ vẫn bị quân Hà Lan truy đuổi. Trong hai cuộc tấn công này, đã có khoảng 450 người Hà Lan và 800 người Hoa thương vong.

### Những cuộc săn lùng và bạo lực tiếp diễn
Mặc dù Valckenier tuyên bố một lệnh ân xá vào ngày 11 tháng 10, các băng nhóm quân không chính quy tiếp tục săn lùng và tiêu diệt người Hoa. Hội đồng Toàn quyền Đông Ấn Hà Lan ra thông báo, ai giao nộp đầu người Hoa cho quan quân sẽ nhận được 2 đồng Ducat, đây vốn là kế sách để khuyến khích dân chúng bản địa. Và kết quả là những người Hoa vốn đã chạy thoát khỏi cuộc sát hại lần trước nay lại bị các băng nhóm địa phương sát hại và đem nộp quan quân, còn các băng nhóm thì nhận được phần thưởng. Người Hà Lan phối hợp với người bản địa tại các khu vực khác nhau ở Batavia; lính ném lựu gốc Bali và Bugi được gọi đến để gia nhập vào quân đội vào ngày 14 tháng 10. Ngày 22 tháng 10, Valckenier tiếp tục kêu gọi một cách mạnh mẽ hơn nhằm chấm dứt chiến sự. Ông ân xá cho tất cả người Hoa, ngoại trừ những người đầu đảng. Ông đã hiến tặng 500 rijksdaalder cho các nạn nhân.
Tuy vậy, ở ngoại thành, những cuộc tập kích giữa phiến quân người Hoa và quân Hà Lan tiếp tục diễn ra. Ngày 25 tháng 10, sau hai tuần giao chiến lẻ tẻ, 500 người Hoa được trang bị vũ khí tiếp cận được Cadouwang (nay là Angke), nhưng bị kỵ binh Hà Lan dưới sự chỉ huy của Ridmeester Christoffel Moll, sĩ quan Daniel Chits và Pieter Donker đẩy lui. Ngày hôm sau, đội kỵ binh gồm có 1.594 người Hà Lan lẫn bản địa hành quân hướng tới "Đại bản doanh" của quân nổi dậy tại nhà máy đường ở Salapadjang. Đầu tiên, họ trốn ở trong khu rừng gần đó và sau đó cho người phóng hỏa đốt cháy nhà máy, các phiến quân khác đang trú tại nhà máy khác ở Boedjong Renje cũng phải chịu chung cảnh ngộ, nhưng sự việc được thực hiện bởi một nhóm khác. Sợ người Hà Lan tới, những người Hoa còn lại đã rút về nhà máy ở Kampung Melaya, trong khi thành trì Salapadjang đã bị quân Hà Lan chiếm đóng. Sau khi đánh bại người Hoa và tái chiếm Qual, quân Hà Lan rút về Batavia. Trong khi đó, những người Hoa chạy thoát về phía tây lại bị 3.000 quân của Vương quốc Banten, một vương quốc nằm ở phía tây đảo Java, chặn lại, buộc họ phải quay lại phía đông dọc theo bờ biển phía bắc đảo Java. Vào ngày 30 tháng 10, họ quay trở về đến Tangerang.
Một lệnh ngừng bắn được Crummel đưa ra vào ngày 02 tháng 11, trong khi ông cùng binh lính của mình quay trở lại Batavia, sau khi chỉ đạo 50 binh lính đồn trú tại Cadouwang. Khi ông quay về vào buổi trưa, không còn người Hoa đóng quân trong thành. Vào ngày 8 tháng 11, Vương quốc Cirebon đã gửi khoảng 2.000-3.000 quân bản địa đến để bảo vệ thành phố. Việc cướp bóc tiếp tục diễn ra cho đến ngày 28 tháng 11, và những nhóm quân bản địa cũng còn trú ở lại đây đến cho đến hết tháng 11.

## Kết cục

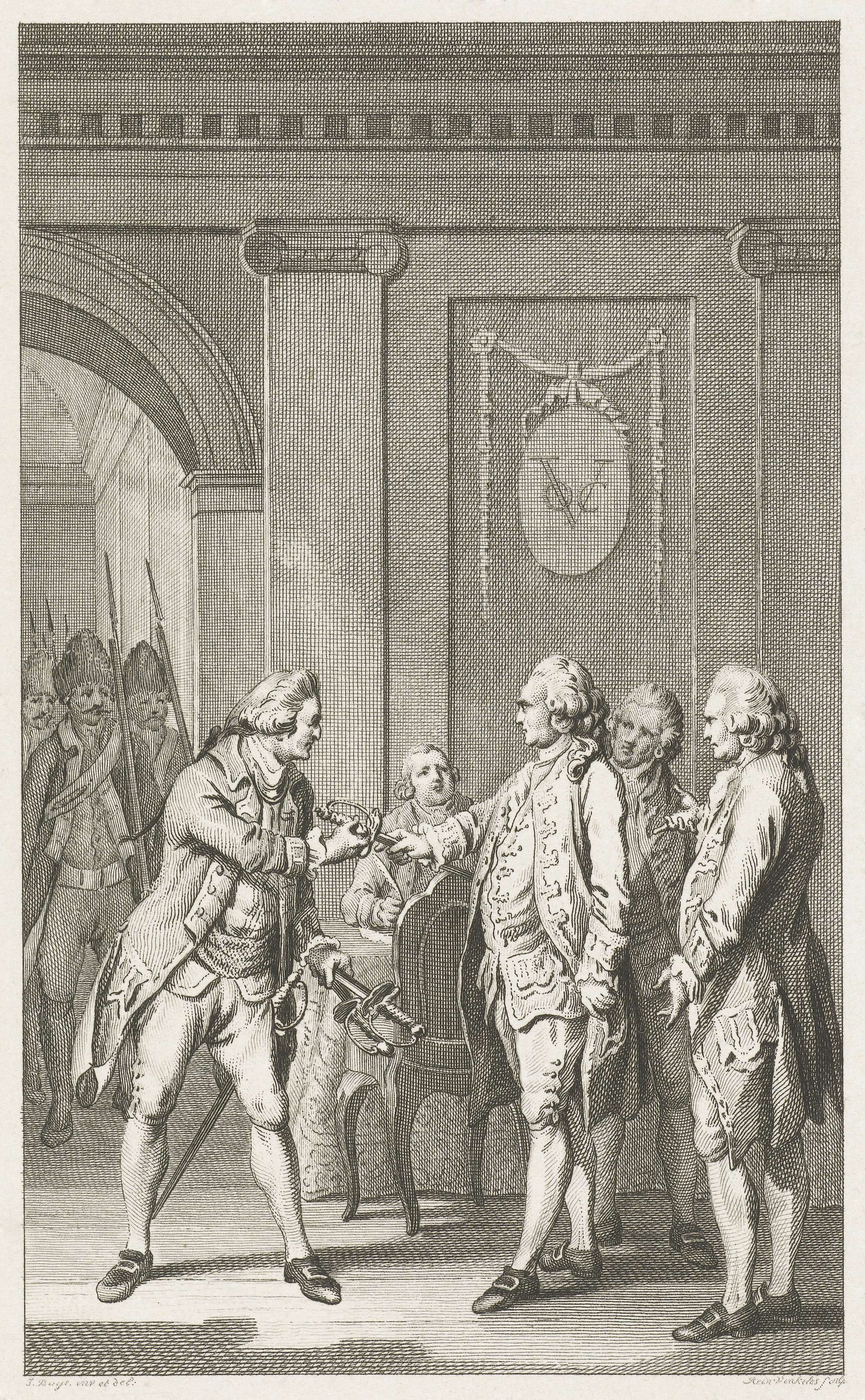
Van Imhoff và hai thành viên trong hội đồng bị bắt với lý do không phục tùng Valckenier

Hầu hết, các học giả đều cho rằng đã có ít nhất 10.000 người Hoa bị sát hại trong thành Batavia và có trên 500 người bị thương nặng. Khoảng 600 đến 700 ngôi nhà thuộc sở hữu của người Hoa đã bị lục soát và cháy rụi sau những vụ hỏa hoạn. Vermeulen cho rằng đã có khoảng 600 người sống sót qua sự kiện này, nhưng theo học giả người Indonesia A.R.T. Kemasang đã có khoảng 3.000 người thoát chết. Benny G. Setiono ghi chú rằng 500 bệnh nhân và tù nhân đã bị sát hại, tổng cộng có 3.432 người sống sót. Tuy nhiên, làn sóng tẩy chay người Hoa vẫn còn chưa kết thúc mà được tiếp diễn bằng một cuộc thảm sát khác tại Semarang và sau này tại Surabaya và Gresik.
Là một phần trong các điều khoản để chấm dứt bạo lực, tất cả người Hoa tại Batavia được di chuyển đến pecinan (giống như Chinatown), nằm bên ngoài thành phố, mà bây giờ được biết đến là Glodok. Điều này cho phép người Hà Lan có thể theo dõi hành vi của người Hoa dễ dàng hơn. Trong năm 1743, nhiều người Hoa đã quay trở lại sinh sống bên trong Batavia. Hàng trăm thương gia đã hoạt động trở lại. Trong khi những người Hoa khác lại do Khe Pandjang dẫn đầu trốn sang Trung Java, và tại đây họ đã tấn công các trạm giao thương Hà Lan, và sau đó gia nhập quân đội khởi nghĩa dưới sự chỉ huy của Quốc vương Pakubuwono II của Vương quốc Mataram trên đảo Java. Mặc dù cuộc nổi dậy bị dập tắt năm 1743, nhưng những cuộc xung đột tại Java tiếp tục xảy ra gần như không bị đứt quãng trong vòng 17 năm trời.
Ngày 06 tháng 12 năm 1740, van Imhoff cùng bộ thuộc đã bị bắt giữ theo lệnh của Valckenier với lý do bất phục tùng. Vào ngày 13 tháng 1 năm 1741, họ đã được gửi về Hà Lan trên một con tàu riêng biệt, con tàu cập bến vào ngày 19 tháng 9 năm 1741. Tại Hà Lan, van Imhoff thuyết phục hội đồng rằng Valckenier làm thế này là để đổ lỗi vụ thảm sát lên đầu ông, vì thế ông đã đưa ra một bài phát biểu "Consideratiën qua den tegenwoordigen staat van de Ned. OI Comp". ("Cân nhắc về tình trạng hiện tại của Công ty Đông Ấn Hà Lan") vào ngày 24 tháng 9. Như là kết quả của bài diễn văn, các cáo buộc chống lại ông và bộ thuộc của ông đã bị bác bỏ. Ngày 27 tháng 10 năm 1742, van Imhoff quay trở lại Batavia bằng chiến hạm Hersteller trên cương vị là Tân Toàn quyền Đông Ấn Hà Lan. Rất nhiều kỳ vọng được các quan chức cấp cao đã đặt vào ông. Ông đến Đông Ấn vào ngày 26 tháng 5 năm 1743.

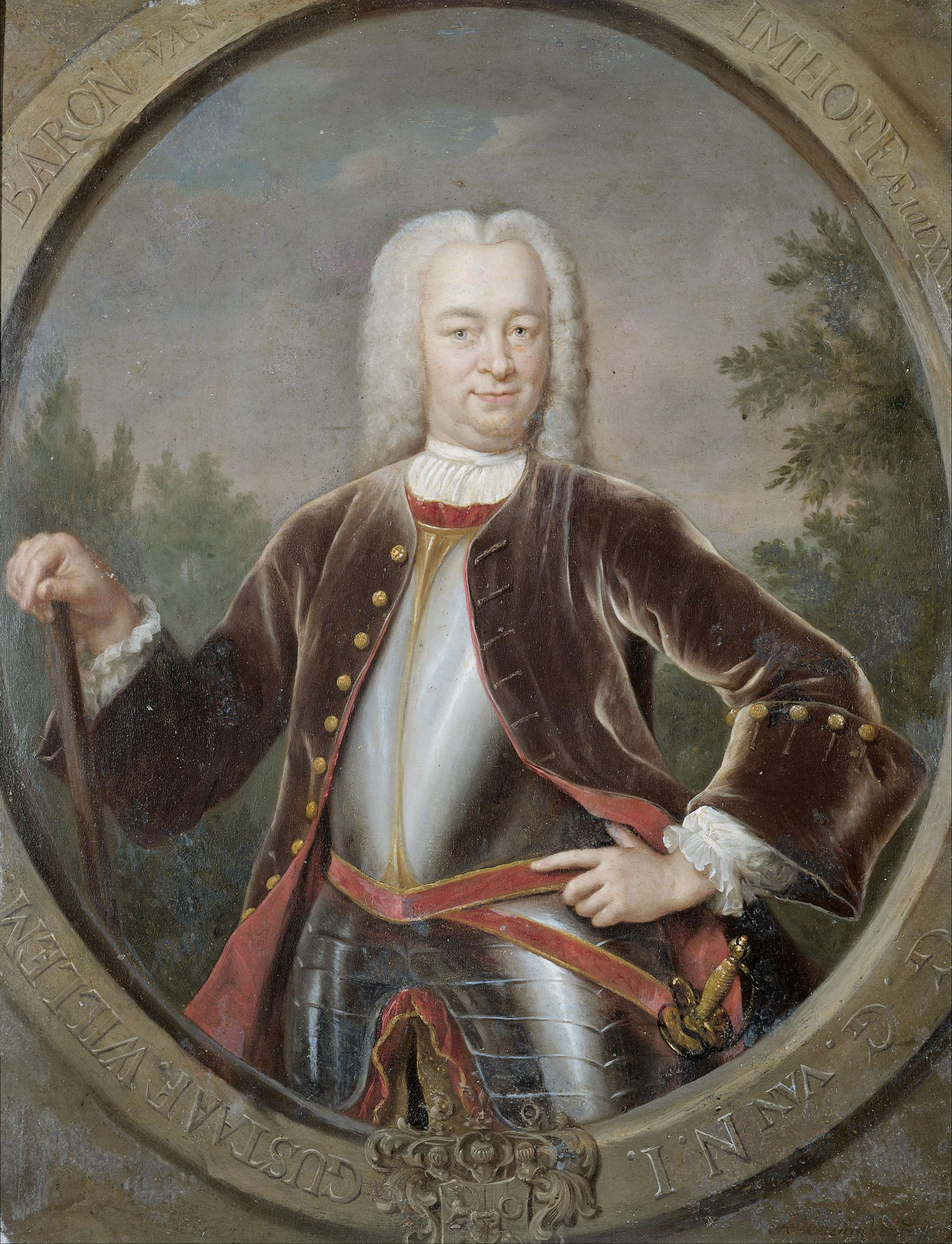
Van Imhoff bị gửi về Hà Lan, nhưng sau đó lại được bổ nhiệm làm Tân Toàn quyền Đông Ấn Hà Lan

Valckenier bị yêu cầu thay thế vào cuối năm 1740, và trong tháng 2 năm 1741 đã nhận được thông báo từ phía VOC rằng van Imhoff sẽ làm người kế nhiệm ông. Một nguồn khác lại nói rằng, Toàn quyền Công ty Đông Ấn Hà Lan đã thông báo với Valckenier rằng ông đã được thay thế bằng van Imhoff, vì lý do lượng đường và cà phê được xuất khẩu vào năm 1739 quá ít và điều này đã gây thiệt hại lớn đến tài chính. Khi nhận được thông báo, thì van Imhoff lại đang trên đường quay trở về Hà Lan. Valckenier rời khỏi Đông Ấn vào ngày 6 tháng 11 năm 1741, sau khi chỉ định Johannes Thedens tạm thời giữ chức. Nắm quyền chỉ huy một hạm đội tàu buôn, Valckenier hướng về phía Hà Lan mà tiến. Ngày 25 Tháng 1 năm 1742, ông đến Cape Town, nhưng đã bị Toàn quyền ở đây là Hendrik Swellengrebel bắt giữ và điều tra theo lệnh của cấp trên. Tháng 8 năm 1742, Valckenier lại bị trả về Batavia, tại đây ông bị giam cầm trong Pháo đài Batavia, và ba tháng sau, ông bị lên án dựa trên nhiều điều, bao gồm việc đã tham gia trong vụ thảm sát. Tháng 3 năm 1744, ông bị kết tội và bị kết án tử hình, toàn bộ gia tài của ông đều bị tịch thu. Tháng 12 năm 1744, Valckenier được phép lên tiếng để tự bảo vệ bản thân. Valckenier yêu cầu thêm bằng chứng từ phía người Hà Lan, nhưng ông đã chết vì bệnh tật trong nhà giam ngày 20 tháng 6 năm 1751, trước khi công cuộc điều tra được kết thúc. Án tử hình bị hủy bỏ sau khi ông qua đời vào năm 1755. Nhà sử học Vermeulen cho rằng, vụ điều tra này được thực hiện một cách không công bằng và động cơ chủ yếu chỉ là sự phẫn nộ phổ biến tại Hà Lan. Điều này được chính thức công nhận vào năm 1760, khi con trai của Valckenier là Adriaan Isaak Valckenier, nhận được số tiền bồi thường tổng cộng lên tới 725.000 Gulden.
Ngành sản xuất đường trong khu vực bị ảnh hưởng rất nhiều bởi vụ thảm sát, rất nhiều công nhân người Hoa, nguồn nhân lực chính trong hoạt động sản xuất, đều đã bị giết hoặc bị mất tích. Ngành này bắt đầu phục hồi sau khi Toàn quyền van Imhoff lên nắm quyền, và thành lập một thuộc địa ở Tangerang. Ban đầu khu vực này chỉ dành cho những người đến từ Hà Lan, nhưng những người mới định cư tại Đông Ấn này đều quá lười biếng. Tuy nhiên, ông cũng không thể thu hút người định cư mới vì thuế má quá cao và do đó bắt buộc phải bán đất cho những cư dân sống ở Batavia. Đúng như dự đoán, rất nhiều người đã đăng ký thuê đất và trong đó cũng có rất nhiều người Hoa. Sản lượng tăng đều đặn sau này, nhưng chỉ trong giai đoạn 1740-1760, và sau đó số lượng mía đường được sản xuất lại giảm, và đi cùng với đó là số nhà máy cũng giảm. Năm 1710 có tới 131 nhà máy hoạt động trên toàn địa bàn, nhưng trong những năm 1750, con số này đã giảm xuống chỉ còn 66.

## Ảnh hưởng
Vermeulen mô tả vụ thảm sát là "một trong những sự kiện nổi bật nhất trong của chủ nghĩa thực dân Hà Lan trong thế kỷ 18". Trong luận án tiến sĩ của mình, W. W. Dharmowijono cho rằng sự kiện này đã ảnh hưởng không nhỏ đến văn học Hà Lan thời bấy giờ, một trong những ví dụ là bài thơ của Willem van Haren đã lên án vụ thảm sát (có niên đại từ 1742) và nhiều bài thơ của các tác giả vô danh, xuất hiện cùng thời, đã phê phán người Hoa.
Những từ miệt thị người gốc Hoa đã xuất hiện trong ngôn ngữ đại chúng ở Indonesia, ở cả cấp độ địa phương và toàn dân. Ví dụ, từ Cina đã được sử dụng từ năm 1967 thay thế cho từ vốn thông dụng trước đó Tionghoa, nó được hiểu là có nghĩa tiêu cực tương tự với từ inlander (người bản địa) chỉ người bản xứ Indonesia và từ Nigger (mọi đen) chỉ người gốc Phi. Từ Tionghoa đã được sử dụng lại sau khi bắt đầu Cải cách. Nhưng sau này từ Cina không được coi là tiêu cực bởi các thế hệ trẻ của người Hoa ở Indonesia. Tuy nhiên cách đánh vần quốc tế từ China có h vẫn được chấp nhận rộng rãi hơn.
Khi ấy, nhà Thanh có hạn chế về việc đi ra ngoài biển, những ai đã đi ra thì không thể quay trở về. Vì thế khi tin tức về vụ thảm sát truyền đến triều đình, Càn Long Đế đã cho rằng đây là những kẻ chống lại lệnh của triều đình, đáng bị chính pháp, ra ngoài có chuyện gì thì tự lo lấy.

### Ấn phẩm
- Armstrong, M. Jocelyn; Armstrong, R. Warwick; Mulliner, K. (2001). Chinese Populations in Contemporary Southeast Asian Societies: Identities, Interdependence, and International Influence. Richmond: Curzon. ISBN 978-0-7007-1398-1.
- Blok, Petrus Johannes; Molhuysen, Philip Christiaan, biên tập (1927). Nieuw Nederlandsch Biografisch Woordenboek [New Dutch Biographical Dictionary] (bằng tiếng Hà Lan) (ấn bản thứ 7). Leiden: A. W. Sijthoff. OCLC 309920700.
- Blussé, Leonard (1981). "Batavia, 1619–1740: The Rise and Fall of a Chinese Colonial Town". Journal of Southeast Asian Studies. Quyển 12 số 1. Singapore: Cambridge University Press. tr. 159–178. doi:10.1017/S0022463400005051. ISSN 0022-4634.
- Bulbeck, David; Reid, Anthony; Tan, Lay Cheng; Wu, Yiqi (1998). Southeast Asian Exports since the 14th century: Cloves, Pepper, Coffee, and Sugar. Leiden: KITLV Press. ISBN 978-981-3055-67-4.
- Dharmowijono, W. W. (2009). Van koelies, klontongs en kapiteins: het beeld van de Chinezen in Indisch-Nederlands literair proza 1880–1950 [Of Coolies, Klontong, and Captains: The Image of the Chinese in Indonesian-Dutch Literature 1880–1950] (Luận văn) (bằng tiếng Hà Lan). Amsterdam: Universiteit van Amsterdaam. Truy cập ngày 1 tháng 12 năm 2011.
- Dobbin, Christine (1996). Asian Entrepreneurial Minorities: Conjoint Communities in the Making of the World-Economy 1570–1940. Richmond: Curzon. ISBN 978-0-7007-0404-0.
- van Eck, Rutger (1899). "Luctor et emergo", of, de Geschiedenis der Nederlanders in den Oost-Indischen Archipel ["Luctor et emergo", or, the History of the Dutch in the East Indies] (bằng tiếng Hà Lan). Zwolle: Tjeenk Willink. OCLC 67507521.
- Geyl, P. (1962). Geschiedenis van de Nederlandse Stam [History of Dutch Masters] (bằng tiếng Hà Lan). Quyển 4. Amsterdam: Wereldbibliotheek. ISBN 978-981-3055-67-4. OCLC 769104246.
- Hall, Daniel George Edward (1981). A history of South-East Asia . London: Macmillan. ISBN 978-0-333-24163-9.
- van Hoëvell, Wolter Robert (1840). "Batavia in 1740". Tijdschrift voor Neerlands Indie (bằng tiếng Hà Lan). Quyển 3 số 1. Batavia. tr. 447–557.
- Kemasang, A. R. T. (1981). "Overseas Chinese in Java and Their Liquidation in 1740". Journal of Southeast Asian Studies. Quyển 19. Singapore: Committee of Concerned Asian Scholars. tr. 123–146. ISSN 0007-4810.
- Kemasang, A. R. T. (1982). "The 1740 Massacre of Chinese in Java: Curtain Raiser for the Dutch Plantation Economy". Bulletin of Concerned Asian Scholars. Quyển 14. Cambridge: Committee of Concerned Asian Scholars. tr. 61–71. ISSN 0007-4810.
- Kumar, Ann (1997). Java and Modern Europe: Ambiguous Encounters. Surrey: Curzon. ISBN 978-0-7007-0433-0.
- Paasman, A. N. (1999). "Een klein aardrijkje op zichzelf, de multiculturele samenleving en de etnische literatuur" [A Small Discussion of Multicultural Societies and Ethnic Literature]. Literatuur (bằng tiếng Hà Lan). Quyển 16. Utrecht. tr. 324–334. Truy cập ngày 4 tháng 12 năm 2011.
- Pan, Lynn (1994). Sons of the Yellow Emperor: A History of the Chinese Diaspora. New York: Kodansha Globe. ISBN 978-1-56836-032-4.
- Mazumdar, Sucheta (1998). Sugar and Society in China: Peasants, Technology, and the World Market. Cambridge: Harvard University Asia Center. ISBN 978-0-674-85408-6.
- Ota, Atsushi (2006). Changes of Regime and Social Dynamics in West Java: Society, State, and the outer world of Banten, 1750–1830. Leiden: Brill. ISBN 978-90-04-15091-1.
- Raat, Alexander (2010). The Life of Governor Joan Gideon Loten (1710–1789): A Personal History of a Dutch Virtuoso. Hilversum: Verloren. ISBN 978-90-8704-151-9.
- Raffles, Thomas Stamford (1830) [1817]. The History of Java. Quyển 2. London: Black. OCLC 312809187.
- Ricklefs, Merle Calvin (1983). "The crisis of 1740–1 in Java: the Javanese, Chinese, Madurese and Dutch, and the Fall of the Court of Kartasura". Bijdragen tot de Taal-, Land- en Volkenkunde. Quyển 139 số 2/3. The Hague. tr. 268–290. Bản gốc lưu trữ ngày 18 tháng 10 năm 2017. Truy cập ngày 1 tháng 2 năm 2013.
- Ricklefs, Merle Calvin (2001). A History of Modern Indonesia since c. 1200 (ấn bản thứ 3). Stanford: Stanford University Press. ISBN 978-0-8047-4479-9.
- Setiono, Benny G. (2008). Tionghoa dalam Pusaran Politik [Indonesia's Chinese Community under Political Turmoil] (bằng tiếng Indonesia). Jakarta: TransMedia Pustaka. ISBN 978-979-96887-4-3.
- Stellwagen, A. W. (1895). "Valckenier en Van Imhoff" [Valckenier and Van Imhoff]. Elsevier's Geïllustreerd Maandschrift (bằng tiếng Hà Lan). Quyển 5 số 1. Amsterdam. tr. 209–233..
- Tan, Mely G. (2005). "Ethnic Chinese in Indonesia". Trong Ember, Melvin; Ember, Carol R.; Skoggard, Ian (biên tập). Encyclopedia of Diasporas: Immigrant and Refugee Cultures Around the World. New York: Springer Science+Business Media. tr. 795–807. ISBN 978-0-387-29904-4.
- Terpstra, H. (1939). M. G. De Boer (biên tập). "Rev. of Th. Vermeulen, De Chinezenmoord van 1740". Tijdschrift Voor Geschiedenis (bằng tiếng Hà Lan). Groningen: P. Noordhoff. tr. 245–247. Truy cập ngày 2 tháng 12 năm 2011.
- Vanvugt, Ewald (1985). Wettig opium: 350 jaar Nederlandse opiumhandel in de Indische archipel [Legal Opium: 350 Years of Dutch Opium Trade in the Indonesian Archipelago] (bằng tiếng Hà Lan). Haarlem: In de Knipscheer. ISBN 978-90-6265-197-9.
- von Wachtel, August (tháng 5 năm 1911). "Development of the Sugar Industry". The American Sugar Industry and Beet Sugar Gazette. Quyển 13. Chicago: Beet Sugar Gazette Co. tr. 200–203.
- Ward, Katy (2009). Networks of Empire: Forced Migration in the Dutch East India Company. New York: Cambridge University Press. ISBN 978-0-521-88586-7.

### Trực tuyến
- "Gustaaf Willem, baron van Imhoff". Encyclopædia Britannica Online. Encyclopædia Britannica. 2011. Truy cập ngày 26 tháng 10 năm 2011.